# 北栄南インターチェンジ
北栄南インターチェンジ（ほくえいみなみインターチェンジ）は、鳥取県東伯郡北栄町米里にある、北条湯原道路（北条倉吉道路）のインターチェンジである。

## 歴史
- 2007年（平成19年）3月10日 : 北条湯原道路（北条倉吉道路）北条IC - 倉吉IC間開通により供用開始。

## 接続する道路
- 北栄町道1328号北条南線（旧国道313号）[1]

## 料金所
無料区間のため、設置されていない。

## 隣
北条湯原道路（北条倉吉道路）
(2) 北栄IC - (3) 北栄南IC - (4) 倉吉IC